# スリランカ中央銀行
スリランカ中央銀行（スリランカちゅうおうぎんこう、英語: Central Bank of Sri Lanka、シンハラ語: ශ්‍රී ලංකා මහ බැංකුව、タミル語: இலங்கை மத்திய வங்கி）は、スリランカの中央銀行である、本店をコロンボ市に置く。
1948年2月4日、イギリスから自治領（英連邦王国）のセイロンとして独立後、1949年制定の金融法律第58号により、1950年8月28日にセイロン中央銀行として設立された。1985年に現在の中央銀行名となった。
スリランカ中央銀行設置法では、紙幣（銀行券）の発行調整、金融・通貨安定化を確保するための予備金保有、国の通貨、金利政策を優先的に操作できる権限などを規定している。

## 歴代総裁
1. John Exter（1950年 - 1953年）
2. N.U. Jayawardena（1953年 - 1954年）
3. Sir Arthur Ranasinghe（1954年 - 1959年）
4. D.W. Rajapatirana（1959年 - 1967年）
5. W. Tennekoon（1967年 - 1971年）
6. H.E. Tennekoon（1971年 - 1979年）
7. W. Rasaputram（1979年 - 1988年）
8. H.N.S. Karunatilake（1988年 - 1992年）
9. H・B・ディサーナーヤカ（1992年 - 1995年）
10. A・S・ジャヤワルダナ（1995年 - 2004年）
11. スニル・メンディス（2004年 - 2005年）
12. アジット・ニバード・カブラール（2006年 - 2015年）
13. アルジュナ・マヘンドラン（2015年 - 2016年）
14. インドラジット・クマラスワミ（2016年 - 2019年）
15. W・D・ラクシュマン（2019年 - 2021年）
16. アジット・ニバード・カブラール（2021年 - 2022年）
17. ナンダラル・ウィーラシンハ（2022年 - ）

## 外部サイト
- スリランカ中央銀行公式サイト